# Defensa Nimzo-India
|       |       |       |       |       |       |       |       |       |  |
|       | a8 rd | b8 nd | c8 bd | d8 qd | e8 kd | f8    | g8    | h8 rd |  |
| a7 pd | b7 pd | c7 pd | d7 pd | e7    | f7 pd | g7 pd | h7 pd |       |  |
| a6    | b6    | c6    | d6    | e6 pd | f6 nd | g6    | h6    |       |  |
| a5    | b5    | c5    | d5    | e5    | f5    | g5    | h5    |       |  |
| a4    | b4 bd | c4 pl | d4 pl | e4    | f4    | g4    | h4    |       |  |
| a3    | b3    | c3 nl | d3    | e3    | f3    | g3    | h3    |       |  |
| a2 pl | b2 pl | c2    | d2    | e2 pl | f2 pl | g2 pl | h2 pl |       |  |
| a1 rl | b1    | c1 bl | d1 ql | e1 kl | f1 bl | g1 nl | h1 rl |       |  |
|       |       |       |       |       |       |       |       |       |  |

La defensa nimzoindia (ECO E20-E59) es una apertura de ajedrez y constituye una de las más populares y efectivas defensas contra la jugada blanca 1.d4. Su nombre se debe al Gran Maestro Aron Nimzowitsch. Sus movimientos básicos son:
1. d4 Cf6
2. c4 e6
3. Cc3 Ab4
Desde principios del siglo XX esta apertura hipermoderna aparece en los torneos de alto nivel. Al contrario que muchas otras aperturas indias, la nimzo-india no conlleva un fianchetto inmediato, aunque las negras frecuentemente continúan con ...b6 y ...Ab7. Clavando el caballo blanco, las negras previenen el temido 4.e4 y tratan de crear peones doblados a las blancas. Estas tratarán de crear un centro de peones y desarrollar sus piezas para preparar un asalto a la posición negra. Existe una gran cantidad de variantes, pero las ideas estratégicas son simples. Las negras tratarán de lanzar un ataque en el centro y en el ala de dama, mientras que las blancas lo harán en el ala de rey.
Aron Nimzowitsch, al utilizar esta apertura pretendía cambiar su alfil de b4 por el caballo de c3 para así controlar la casilla e4 y obligar al blanco a doblar peones en la columna c.
En el pasado, jugadores de la talla de Mijaíl Botvínnik, David Bronstein, Yefim Géler o Borís Spaski han usado con éxito este sistema. En 1972, Bobby Fischer en el match donde se proclamó campeón del mundo utilizó la Nimzoindia. En la actualidad Anatoli Kárpov, Gari Kaspárov y Alekséi Shírov entre otros juegan esta línea con éxito.

## Consideraciones generales
|       |       |       |       |       |       |       |       |    |  |
|       | a8    | b8    | c8 rd | d8 rd | e8    | f8    | g8 kd | h8 |  |
| a7 pd | b7    | c7    | d7    | e7    | f7    | g7    | h7 pd |    |  |
| a6 bd | b6 pd | c6    | d6    | e6 pd | f6    | g6 pd | h6    |    |  |
| a5 nd | b5    | c5 pd | d5    | e5 pl | f5 pd | g5    | h5 nd |    |  |
| a4 qd | b4    | c4 pl | d4    | e4    | f4 pl | g4    | h4    |    |  |
| a3 pl | b3    | c3 pl | d3 bl | e3 nl | f3    | g3 bl | h3    |    |  |
| a2 ql | b2    | c2    | d2    | e2    | f2    | g2 pl | h2 pl |    |  |
| a1    | b1    | c1    | d1 rl | e1 rl | f1    | g1 kl | h1    |    |  |
|       |       |       |       |       |       |       |       |    |  |

En la nimzo-india las negras están en general preparadas para conceder la pareja de alfiles tras jugar ...Axc3. Como compensación dinámica suelen doblar los peones blancos en la columna c, lo que representa una debilidad estática, y ganan juego contra las casillas centrales d5 y e4, incluso cuando las blancas son capaces de recapturar con una pieza tras ...Axc3. Las negras intentarán cerrar la posición para reducir la capacidad de los alfiles blancos. Para ello, las negras han de bloquear el centro de peones blancos y neutralizar las oportunidades de ataque en el flanco del rey.
Un ejemplo de la estrategia de las negras se puede ver en la partida Mijaíl Botvínnik versus Samuel Reshevsky del campeonato mundial de 1948 en la que se alcanzó la posición mostrada tras el movimiento 24 de las blancas. En una etapa anterior del juego Reshevsky había sido capaz de bloquear el ataque blanco en el flanco del rey con ...Cf6-e8 y ...f7-f5. Así, los dos alfiles blancos están reducidos a un juego defensivo y la dama blanca tiene que ir a la casilla a2 para defender los peones a3 y c4. Sin posibilidades de contrajuego, el juego de las blancas no ofrece muchas esperanzas desde un punto de vista estratégico y las negras finalmente intercambiaron damas y ganaron la partida.

## Sistema Rubinstein: 4.e3
El sistema Rubinstein (llamado así por Akiba Rubinstein) es el método más común de las blancas de combatir la nimzoindia. Svetozar Gligorić y Lajos Portisch hicieron grandes contribuciones a la teoría y la práctica de esta línea durante sus carreras. Las blancas continúan su desarrollo antes de desarrollar un plan definitivo de acción. En respuesta a ello, las negras tienen tres movimiento 4...0-0, 4...c5, y 4...b6.
Además, las negras juegan a veces 4...d5 o 4...Cc6.
A esta posición las blancas tienen una serie de respuestas:
4.a3 Sistema Saemich que sigue 4. .. Axc3+ 5.bxc3 y se puede responder con
5. .. c5
6.f3 d5
7.e3 0-0 8.cxd5 Cxd5
7.cxd5 Cxd5 8.dxc5 f5
6.e3 b6
5. .. 0-0
6.e3 c5 7.Ad3 Cc6 8.Ce2 b6 9.e4 Ce8
4.e3 Sistema Rubinstein y se puede responder con
4. .. 0-0
5.Cf3 d5 6.Ad3
6. .. Cc6 7.0-0 dxc4
6. .. b6
6. .. c5 7.0-0
7. .. b6
7. .. Cbd7
7. .. dxc4 8.Axc4
8. .. De7
8. .. Cbd7
7. .. Cc6 8.a3
5.Cge2 d5 6.a3 Ad6
5.Ad3 d5 6.a3 Axc3+ 7.bxc3
4. .. c5
5.Ad3 Cc6 6.Cf3 Axc3+ 7.bxc3 d6
5.Cge2
4. .. b6 5.Cge2 Aa6
4. .. Cc6
4.Cf3 c5 5.d5 Ce4
4.Db3 c5 5.dxc5 Cc6 6.Cf3 Ce4 7.Ad2
7. .. Cxd2
7. .. Cxc5 8.Dc2 f5 9.g3
4.Dc2 Variante clásica, la preferida de Alexandr Aliojin
4. .. d5
5.cxd5 exd5
5.a3 Axc3+ 6.Dxc3
6. .. Cc6
6. .. Ce4 7.Dc2 Cc6 8.e3 e5
4. .. c5
5.dxc5 0-0
4. .. Cc6 5.Cf3 d6
4. .. 0-0 5.a3 Axc3+ 6.Dxc3 b5
4. Ag5 Variante Leningrado que sigue 4. .. h6 5.Ah4 c5 6.d5
6. .. b5
6. .. d6
4.f3
4.Dd3
4.g3